# Daniel Barenboim
Daniel Barenboim (Buenos Aires, 15 november 1942) is een Argentijns-Israëlisch pianist en dirigent, die ook de Spaanse en Palestijnse nationaliteit bezit. Hij staat bekend als een uitgesproken voorstander van de rechten van de Palestijnen. 

## Muzikale carrière
Barenboim debuteerde als zevenjarige met sonates van Beethoven en maakte snel naam als solo- en concertpianist.
In 1966 werd hij dirigent van het English Chamber Orchestra en in 1975 van het Orchestre de Paris. Van 1986 tot 1989 was hij artistiek en muzikaal directeur van de nieuwe Opéra Bastille te Parijs. In 1991 werd hij dirigent van het Chicago Symphony Orchestra (tot 2006) en in 1992 artistiek leider van de Staatsoper Unter den Linden in Berlijn.
Als pianist en als dirigent houdt hij zich bezig met muziek van Wolfgang Amadeus Mozart, Ludwig van Beethoven en de romantiek, maar ook van de nu levende componist John Corigliano.
Barenboim stichtte samen met de Amerikaans-Palestijnse auteur Edward Said in 1999 het West-Eastern Divan Orchestra, om zo vredesinspanningen tussen Israël en de Palestijnen te initiëren en een weg te zoeken om het Arabisch-Israëlisch conflict te beëindigen. In het orkest spelen zowel jonge Arabische als Israëlische muzikanten. Voor zijn inspanning op dit gebied werd Barenboim door de Vrije Universiteit Brussel een eredoctoraat toegekend.
Daniel Barenboim kreeg in 2004 de Israëlische Wolfprijs voor muziek. In 2006 werd de Ernst von Siemens Muziekprijs aan hem toegekend. In 2011 ontving hij de oeuvreprijs klassiek van de Edison Music Awards. 
In 2014 en 2022 dirigeerde hij het Nieuwjaarsconcert in Wenen. 
Begin 2023 trok Barenboim zich om gezondheidsredenen terug bij de Staatsoper Under den Linden, waaraan hij sinds 1992 verbonden was. Hij was toen al enkele maanden niet meer actief als dirigent en 'Generalmusikdirektor'. Enkele concerten van de Berliner Philharmoniker met de Argentijnse pianiste Martha Argerich zou hij nog wel dirigeren.

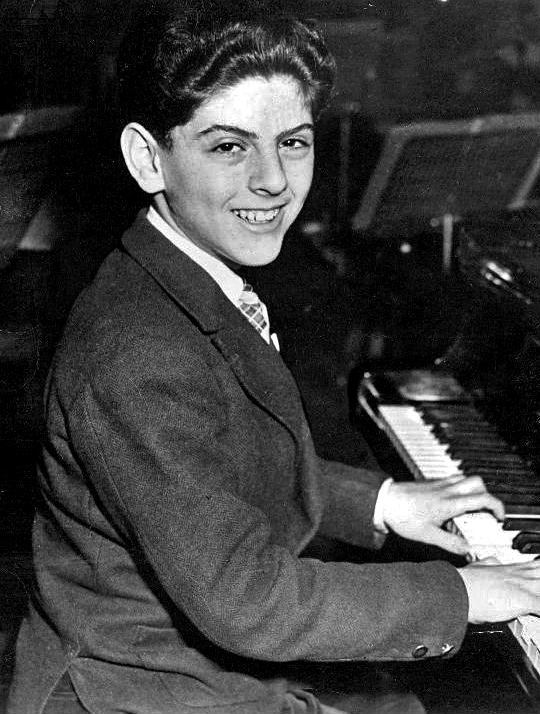
De 15-jarige pianist Barenboim, 1958
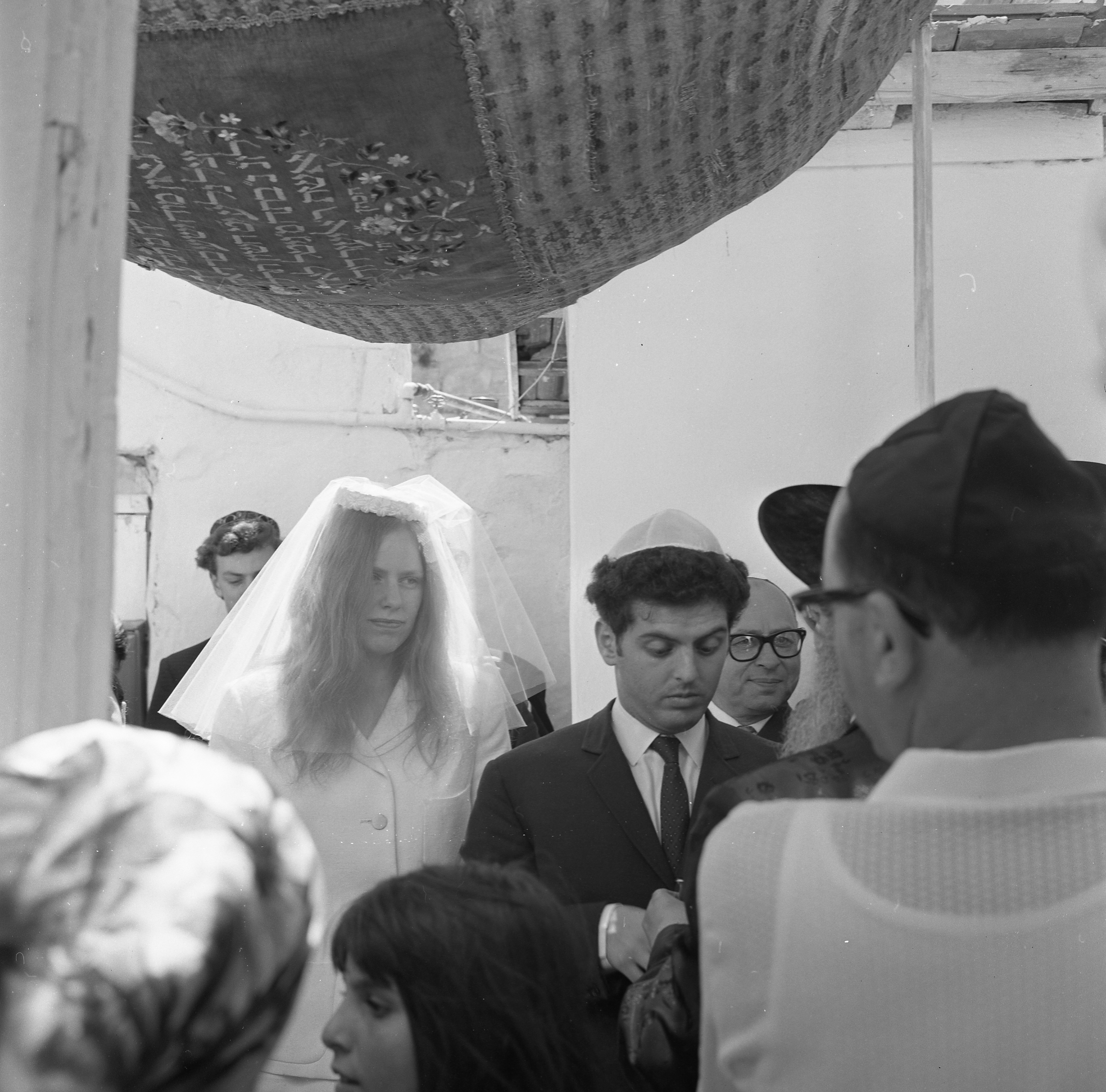
Huwelijk met Jacqueline du Pré, Jeruzalem, 1967
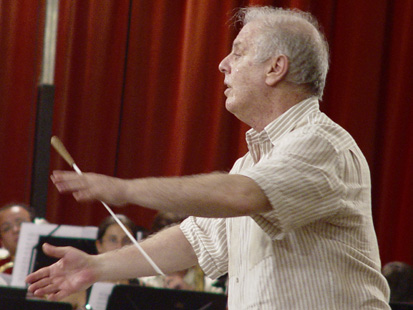
Dirigent Barenboim tijdens een repetitie, 2005
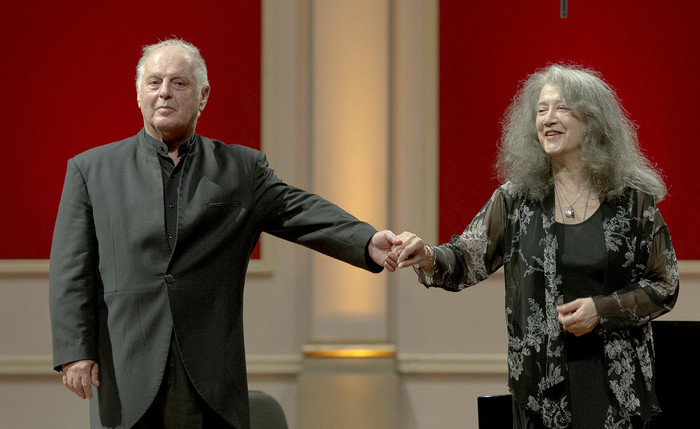
Met Martha Argerich, Teatro Colón (Buenos Aires), 2015

## Privéleven
Barenboim trouwde in 1967 in Jeruzalem met de Britse celliste Jacqueline du Pré, die voor hem het joodse geloof aannam. Zij traden vaak samen op en speelden veel kamermuziek, ook met bevriende musici als Pinchas Zukerman, Itzhak Perlman en Zubin Mehta. Sinds de jaren zeventig leed Du Pré aan multiple sclerose en zij stierf in 1987 op 42-jarige leeftijd. Over hun relatie en de ziekte van zijn vrouw werd de film 'Hilary and Jackie' gemaakt. Barenboim hertrouwde in 1988 met de Russische pianiste Elena Bashkirova, met wie hij toen al twee zonen had.

## Politieke opvatting
Barenboim is een uitgesproken criticus van de Israëlische nederzettingenpolitiek en van de Israëlische regeringen sinds Yitzhak Rabin, en een voorstander van rechten voor de Palestijnen. In 2001 veroorzaakte hij een controverse in Israël door de concertante uitvoering van muziek van Richard Wagner, die in Israël niet meer was uitgevoerd sinds 1938 en feitelijk taboe is vanwege diens antisemitisme. In 2008 kreeg hij na afloop van een  Beethoven-pianorecital in Ramallah het Palestijnse staatsburgerschap aangeboden. Toen hij op 1 januari 2009 voor het eerst het Nieuwjaarsconcert van de Wiener Philharmoniker dirigeerde, verwees hij naar de politieke situatie in het Midden-Oosten en riep op tot vrede en menselijke rechtvaardigheid. Hij uitte felle kritiek op de racistische basiswet van Israël, de Wet op de Natiestaat, die in juli 2018 werd ingevoerd. Arabische Israëliërs worden hiermee tot tweede-klas burgers gemaakt. "Deze vorm van apartheid schendt het principe van gelijkheid van 1948." In een speech in de Knesset in 2004, had hij nog gerefereerd aan de declaratie van 1948 waarin het principe van gelijkwaardigheid als fundament gold voor de nieuwe staat. "Daarom schaam ik me heden om Israëliër te zijn."

## Discografie

### Albums
| Album met eventuele hitnotering(en) in de Nederlandse Album Top 100 | Datum van verschijnen | Datum van binnenkomst | Hoogste positie | Aantal weken | Opmerkingen                          |
| ------------------------------------------------------------------- | --------------------- | --------------------- | --------------- | ------------ | ------------------------------------ |
| Beethoven for all - Symphonies 1-9                                  | 2012                  | 23-06-2012            | 95              | 1*           | met het West-Eastern Divan Orchestra |

| Album met hitnotering(en) in de Vlaamse Ultratop 200 albums | Datum van verschijnen | Datum van binnenkomst | Hoogste positie | Aantal weken | Opmerkingen                          |
| ----------------------------------------------------------- | --------------------- | --------------------- | --------------- | ------------ | ------------------------------------ |
| Beethoven for all - Symphonies 1-9                          | 2012                  | 30-06-2012            | 192             | 1*           | met West-Eastern Divan Orchestra     |
| Beethoven for all - Music of power, passion and beauty      | 2012                  | 30-06-2012            | 166             | 1*           | met het West-Eastern Divan Orchestra |

### Singles
| Single met eventuele hitnotering(en) in de Nederlandse Top 40 | Datum van verschijnen | Datum van binnenkomst | Hoogste positie | Aantal weken | Opmerkingen                                          |
| ------------------------------------------------------------- | --------------------- | --------------------- | --------------- | ------------ | ---------------------------------------------------- |
| Boléro                                                        | 1989                  | 05-08-1989            | 19              | 6            | met Orchestre de Paris / Nr. 31 in de Single Top 100 |

### Dvd's
| Dvd's met hitnoteringen in de Nederlandse Music Top 30 | Datum van verschijnen | Datum van binnenkomst | Hoogste positie | Aantal weken | Opmerkingen               |
| ------------------------------------------------------ | --------------------- | --------------------- | --------------- | ------------ | ------------------------- |
| Neujahrskonzert 2014                                   | 2014                  | 08-02-2014            | 21              | 1            | met Wiener Philharmoniker |

## Prijzen en onderscheidingen
Op 14 juli 2018 ontving Barenboim de Mención de Honor Diputado Juan Bautista Alberdi-prijs in Buenos Aires. Deze prijs wordt door Argentinië uitgereikt ter erkenning van de inspanningen geleverd door de begunstigden aan vrede en democratische waarden